# John McNally (Footballspieler)
John „Johnny“ Victor McNally (* 27. November 1903 in New Richmond, Wisconsin, USA; † 28. November 1985 in Palm Springs, Kalifornien), Spitzname: Blood, Johnny Blood oder Vagabond Halfback war ein US-amerikanischer American-Football-Spieler in der National Football League (NFL).

## Spielerlaufbahn
McNally machte mit 14 Jahren seinen Highschool-Abschluss und schloss sich kurzfristig der University of Notre Dame an, verließ diese aber wieder als man ihn dort lediglich als Tackle und nicht wie gewünscht als Halfback einsetzte. Er besuchte daher das College of Saint Benedict and Saint John’s University und betrieb dort neben Football noch weitere Sportarten.
1924 fuhr McNally mit einem Freund auf einem Motorrad zu einem Probetraining einer halbprofessionellen Footballmannschaft in Minneapolis. Obwohl er noch ein Jahr bis zu seinem Collegeabschluss gehabt hätte, wollte er sich einem Profiteam anschließen – was zwangsläufig zum Ausschluss aus seinem Collegefootballteam geführt hätte. Unterwegs fuhren die beiden an einem Kino vorbei, wo gerade der Film Blood and Sand (deutsch: König der Toreros) mit Rudolph Valentino lief. Kurzerhand verpasste er sich selbst den Spitznamen Blood und seinem Freund den Spitznamen Sand.

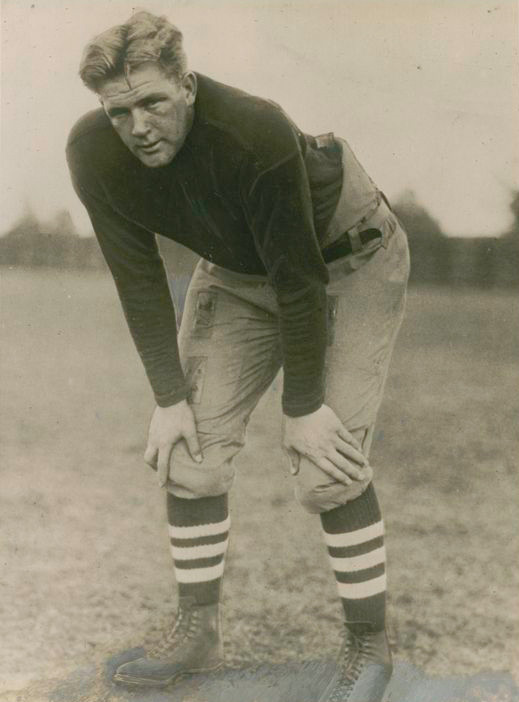
Ernie Nevers

1925 schloss sich der schnelle McNally den Milwaukee Badgers an, die alle ihre sechs Spiele in der NFL verloren. 1926 wurde er Mannschaftskamerad von Ernie Nevers bei den Duluth Eskimos. Das Team aus Duluth musste nach einer schlechten Saison 1927 aufgrund finanzieller Schwierigkeiten den Spielbetrieb einstellen. Nach einem Spieljahr bei den Pottsville Maroons wechselte McNally 1929 zu den von Curly Lambeau trainierten Green Bay Packers. Die Mannschaft aus Green Bay konnte bereits in seinem ersten Jahr mit 12 Siegen von 13 Spielen die NFL Meisterschaft gewinnen. 1930 verpflichteten die Packers Arnie Herber und es erfolgte der nächste Titelgewinn, dem sich 1931 ein dritter Titelgewinn anschloss. 1931 erzielte McNally 84 Punkte in der Saison. Seine dazu erforderlichen 14 Touchdowns waren Ligabestleistung.

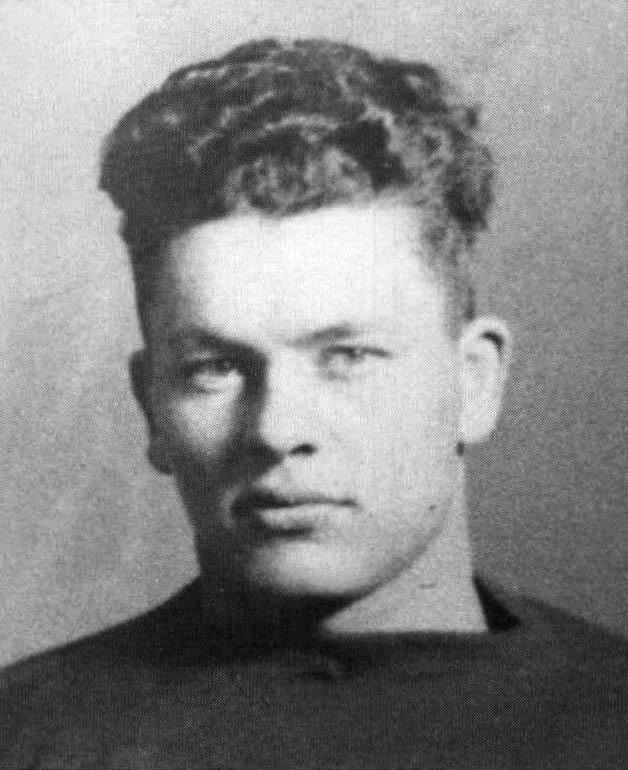
Curly Lambeau

Lambeau gab McNally 1934 an die Pittsburgh Pirates ab, nach einem erfolglosen Jahr dort schloss sich McNally 1935 erneut den Packers an und konnte in diesem Jahr 25 Pässe fangen, was zu diesem Zeitpunkt Mannschaftsrekord war. 1936 gewann er nochmals die Meisterschaft. Im NFL Championship Game konnten die Boston Redskins mit 21:6 besiegt werden. 1937 und 1938 folgten zwei weitere, allerdings erfolglose Jahre bei den Pirates. In beiden Jahren war er auch der Head Coach der Mannschaft. Nachdem McNally seine Spielerlaufbahn 1938 beendet hatte, legte er 1939 auch sein Traineramt nieder um eine zweitklassige Footballmannschaft zu trainieren. 1941 kehrte McNally nochmals kurzfristig in den Profifootballsport zurück. Er spielte ein Spiel für die Buffalo Tigers, einem Team der nur zwei Jahre lang bestehenden American Football League. Von 1950 bis 1952 trainierte McNally die Footballmannschaft seines alten Colleges.

## Ehrungen
McNally wurde 1963 in die Pro Football Hall of Fame aufgenommen. Er ist Mitglied in dem NFL 1930s All-Decade Team und in der Wisconsin Athletic Hall of Fame. Viermal wurde er zum All Pro gewählt. 2003 benannten die Packers einen Ballsaal im Lambeau Field nach ihm.

## Abseits des Spielfelds
McNally war auch für sein exaltiertes Verhalten außerhalb des Spielfeldes bekannt. So lief er nach einem Meisterschaftsspiel über die Dächer eines fahrenden Zuges, um sich im Führerstand mit dem Lokführer zu unterhalten. Zu dieser Aktion wurde er von seinem Mitspieler LaVern Dilweg angestachelt. Seinen Spitznamen Vagabond Halfback erhielt er, weil er, nachdem er den Zug verpasst hatte, diesen kurzerhand anhielt, indem er seinen Pkw quer über die Schienen stellte, um so den Zug mit seinen Mitspielern anzuhalten. McNally saß zu diesem Zeitpunkt immer noch in seinem Pkw, er hätte also leicht überfahren werden können.
Im Zweiten Weltkrieg diente McNalls als Kryptograph in der U.S. Army. Im Alter von 42 Jahren holte er nach Kriegsende seinen Wirtschaftsabschluss an seinem ehemaligen College nach. Die Figur des Dodge Connolly aus dem Film Leatherheads, welche durch George Clooney gespielt wird, ist John McNally nachempfunden.
McNally ist auf dem Immaculate Conception Cemetery in New Richmond beerdigt.